# Bibliothèque centrale de l’Astan Qods-e Razavi
La bibliothèque centrale de l'Astan Qods-e Razavi est une vaste bibliothèque située à Machhad, à l'est de l'Iran. Fondée avant 1457, elle contient plus de 1,1 million de volumes. Elle est considérée comme un centre international de recherche islamique, grâce à de nombreux manuscrits et ouvrages rares de l'Antiquité islamique.
Il contient environ 3 millions de sources numériques, notamment des manuscrits, des gravures lithographiques, des documents historiques, des images, des cartes et des traités. Hormis le persan et l'arabe, cette bibliothèque des ressources en 91 langues dans la section des livres étrangers.